# Тетрациклины
Тетрациклины (англ. tetracyclines) — группа антибиотиков, которые вырабатываются бактериями рода Streptomyces или производятся полусинтетически из биогенных исходных материалов. Основу химической структуры тетрациклинов составляет октагидротетраценовый скелет, к которому присоединены несколько кетоновых и гидроксильных групп.Тетрациклины являются антибиотиками широкого спектра действия, которые подавляют рост грамположительных и грамотрицательных бактерий, микоплазм, риккетсий, легионелл и хламидий. Бактериостатическое действие тетрациклинов основано на ингибировании рибосомного синтеза белков. Тетрациклины применяются для лечения инфекционных заболеваний в клинической и ветеринарной медицине, также тетрациклины могут применяться в животноводстве и птицеводстве в качестве стимуляторов роста. Распространение резистентности к тетрациклинам среди инфекционных бактерий стимулирует разработку новых антибиотиков тетрациклинового ряда, всего существует три поколения тетрациклиновых антибиотиков. Доля тетрациклинов на рынке противомикробных препаратов составляет 10-12 %.

## История открытия тетрациклиновых антибиотиков
- Бенджамен Дуггар[англ.], американский миколог, работавший в фармакологической компании «Lederle Laboratories», в 1945 г. выделил из культуральной жидкости актиномицета Streptomyces aureofaciens первый антибиотик тетрациклинового ряда, названный ауреомицином. Первые экспериментальные и клинические работы по ауреомицину были опубликованы в 1948 г.[8]. Химическая структура ауреомицина была охарактеризована позднее, предварительная структура была опубликована в 1952 году[9].  Сейчас этот антибиотик носит название «хлортетрациклин». В 1952 году в СССР был выделен антибиотик, названный биомицином, который по химической структуре оказался идентичным ауреомицину[10].
- В 1949 году Александр Финлей и его коллеги из компании Pfizer выделили антибиотик, продуцируемый почвенной бактерией Streptomyces rimosus. Новый антибиотик по своему жёлтому цвету был похож на ауреомицин, но был чуть более растворим в воде и обладал лучшей биоактивностью, что давало ему преимущество перед ауреомицином при лечении инфекционных заболеваний. Выделение нового антибиотика стало результатом скрининга на присутствие бактерицидных микроорганизмов тысячи образцов почвы со всего мира. Новый антибиотик был назван террамицином в честь латинского слова terra, означающего «земля», и, возможно, из-за происхождения почвенного образца — Терре-Хот, штат Индиана, США. Террамицин был одобрен FDA в 1950 году[6]. Предварительная химическая структура террамицина была охарактеризована наряду с ауреомицином в 1952 году, когда было продемонстрировано, что между двумя этими антибиотиками имеются лишь минорные различия[9]. В настоящее время террамицин носит название «окситетрациклин».
- 1952 г. — химическим путём, посредством восстановительного дегалоидирования хлортетрациклина, получен полусинтетический антибиотик тетрациклин; в 1953 г. был выделен из культуральной жидкости Streptomyces aureofaciens.

| Поколение | Структура                          | Название                     | Компания   | Год  |
| --------- | ---------------------------------- | ---------------------------- | ---------- | ---- |
| 1         | Chlortetracycline_structure        | Хлортетрациклин (ауреомицин) | Lederle    | 1948 |
| 1         | Oxytetracyclin                     | Окситетрациклин (террамицин) | Pfizer     | 1949 |
| 1         | Tetracycline_skeletal              | Тетрациклин                  | Lederle    | 1953 |
| 2         | Rolitetracycline                   | Ролитетрациклин              | Hoechst    | 1956 |
| 2         | Doxycycline structure              | Доксициклин                  | Lederle    | 1959 |
| 2         | Minocycline structure              | Миноциклин                   | Lederle    | 1961 |
| 3         | Structural formula of tigecycline  | Тигециклин                   | Wyeth      | 1999 |
| 3         | Chemical structure of omadacycline | Омадациклин                  | Paratek    | 2002 |
| 3         | Chemical structure of sarecycline  | Сарециклин                   | Paratek    | 2008 |
| 3         | Eravacycline_structure             | Эравациклин                  | Tetraphase |      |

## Физико-химические свойства
Тетрациклины представляют собой жёлтые кристаллические вещества, устойчивые в твёрдом состоянии. Они обладают амфотерными свойствами, на чём основана способность этих антибиотиков образовывать соли с органическими и неорганическими кислотами, щелочными и щелочноземельными металлами. Образуют нерастворимые комплексы с катионами многовалентных металлов, борной кислотой, солями α-оксикарбоновых кислот (глюконовая, яблочная, лимонная и др.). В определённых условиях растворы тетрациклинов флюоресцируют.
Тетрациклины хорошо растворимы в этиленгликоле, пиридине, кислотах и щелочах, значительно хуже в органических растворителях, плохо растворимы в воде.
| Антибиотик      | Растворимость в воде в мг/мл при 28° | Растворимость в воде в мг/мл при 28° |
| --------------- | ------------------------------------ | ------------------------------------ |
| Антибиотик      | свободное основание                  | гидрохлорид                          |
| тетрациклин     | 1,7                                  | 10,9                                 |
| окситетрациклин | 0,6                                  | 6,9                                  |
| хлортетрациклин | 0,55                                 | 8,6                                  |

В сухом виде тетрациклины стабильны, устойчивость тетрациклинов в растворах зависит от pH среды. Они наиболее устойчивы в кислой среде, в щелочной их активность быстро снижается. Самым лабильным в щелочных средах является хлортетрациклин. В кислой среде наиболее устойчив тетрациклин.
| Антибиотик      | Температура в °C | Время, в течение которого антибиотик инактивируется на 50 % при pH раствора | Время, в течение которого антибиотик инактивируется на 50 % при pH раствора | Время, в течение которого антибиотик инактивируется на 50 % при pH раствора | Время, в течение которого антибиотик инактивируется на 50 % при pH раствора | Время, в течение которого антибиотик инактивируется на 50 % при pH раствора |
| --------------- | ---------------- | --------------------------------------------------------------------------- | --------------------------------------------------------------------------- | --------------------------------------------------------------------------- | --------------------------------------------------------------------------- | --------------------------------------------------------------------------- |
| Антибиотик      | Температура в °C | 1,0                                                                         | 2,5                                                                         | 7                                                                           | 8,5                                                                         | 13,0                                                                        |
| тетрациклин     | 22—25            | —                                                                           | 12 дней                                                                     | 3 дня                                                                       | 12 ч.                                                                       | —                                                                           |
| тетрациклин     | 37               | —                                                                           | —                                                                           | >24 ч.                                                                      | —                                                                           | —                                                                           |
| тетрациклин     | 100              | 1 мин.                                                                      | 15 мин.                                                                     | —                                                                           | —                                                                           | 7 мин.                                                                      |
| окситетрациклин | 22—25            | >30 дней                                                                    | —                                                                           | 7 дней                                                                      | —                                                                           | —                                                                           |
| окситетрациклин | 37               | ~4,5 дня                                                                    | 5½—12 дней                                                                  | 26 ч.                                                                       | 33 ч.                                                                       | —                                                                           |
| окситетрациклин | 100              | 4,5 мин.                                                                    | —                                                                           | —                                                                           | —                                                                           | 2 мин.                                                                      |
| хлортетрациклин | 22—25            | —                                                                           | 14 дней                                                                     | 10 ч.                                                                       | 4 ч.                                                                        | —                                                                           |
| хлортетрациклин | 37               | —                                                                           | 24 ч.                                                                       | 4—5 ч.                                                                      | —                                                                           | —                                                                           |
| хлортетрациклин | 100              | 2 мин.                                                                      | —                                                                           | —                                                                           | —                                                                           | 0,3 мин.                                                                    |

| Антибиотик      | Время в ч. | % при pH | % при pH |
| --------------- | ---------- | -------- | -------- |
| Антибиотик      | Время в ч. | 7,0      | 8,0      |
| тетрациклин     | 10         | 2        | 36       |
| тетрациклин     | 24         | 42       | 82       |
| окситетрациклин | 10         | 34       | 25       |
| окситетрациклин | 24         | 66       | 75       |
| хлортетрациклин | 10         | 65       | 95       |
| хлортетрациклин | 24         | 95       | 99,7     |

| Антибиотик      | pH    | Температура в °C | Продолжительность сохранения активности в днях |
| --------------- | ----- | ---------------- | ---------------------------------------------- |
| тетрациклин     | 3—5,2 | 20—37            | 6                                              |
| окситетрациклин | 1—2,5 | 5—25             | 30                                             |
| хлортетрациклин | 2,9   | 4                | 23                                             |

Большой интерес представляют карбоксамидные производные тетрациклинов, полученные на основе аминометилирования исходного продукта. Они характеризуются рядом ценных свойств, к основным из которых относится высокая растворимость в воде при широком колебании значений pH (2,0—8,5). Соединением этого типа является тетрациклин для парентерального применения — ролитетрациклин (синонимы: реверин, велациклин, пирролидинометилтетрациклин и др.), который в первые часы после внутривенного или внутримышечного введения создаёт в крови более высокие концентрации, чем тетрациклина гидрохлорид.

## Антибактериальное действие
Тетрациклины являются антибиотиками широкого спектра действия. Высокоактивны in vitro в отношении большого числа грамположительных и грамотрицательных бактерий. В высоких концентрациях действуют на некоторых простейших. Мало или совсем неактивны в отношении плесневых грибов. Недостаточно активны в отношении кислотоустойчивых бактерий.
| Микроорганизм               | Минимальная подавляющая концентрация в мкг/мл | Минимальная подавляющая концентрация в мкг/мл | Минимальная подавляющая концентрация в мкг/мл |
| --------------------------- | --------------------------------------------- | --------------------------------------------- | --------------------------------------------- |
| Микроорганизм               | хлортетрациклин                               | тетрациклин                                   | окситетрациклин                               |
| Staphylococcus aureus       | 0,2—0,9                                       | 0,39—0,78                                     | 0,15—0,8                                      |
| —»— albus                   | 0,2—2                                         | 2                                             | 0,15—0,8                                      |
| Streptococcus pyogenes      | 0,02—1,2                                      | 0,24                                          | 0,08—3,1                                      |
| —"— haemolyticus            | 0,01—3                                        | —                                             | 0,03—2,5                                      |
| —"— viridans                | 0,05—1,5                                      | —                                             | 0,1—3                                         |
| —"— faecalis                | 0,05—1                                        | 0,39—2                                        | 0,1—3                                         |
| Diplococcus pneumoniae      | 0,05—3                                        | 1,5                                           | 0,02—3                                        |
| Neisseria gonorrhoeae       | 0,08—3,1                                      | 0,2—3,1                                       | 0,08—3,1                                      |
| —"— meningitidis            | 0,02—3                                        | 0,004—3                                       | 0,004—3                                       |
| —"— catarrhalis             | 0,09—2                                        | 0,09—1,56                                     | 0,09—2,5                                      |
| Corynebacterium diphtheriae | 0,025—3                                       | 0,005—2                                       | 0,18—3                                        |
| Sarcina lutea               | 0,07—0,19                                     | 0,39                                          | 0,25—0,39                                     |
| Bacillus subtilis           | 0,02—1,56                                     | 0,19—0,39                                     | 0,07—0,4                                      |
| —"— anthracis               | 0,25—3,12                                     | 3,12                                          | 3,12                                          |
| Clostridium tetani          | 0,1—1,6                                       | 0,31                                          | 0,1—6,4                                       |
| —"— perfringens             | 0,01—6,4                                      | 0,31                                          | 0,009—0,5                                     |
| —"— oedematiens             | 0,1—0,4                                       | 0,8                                           | 0,8                                           |
| —"— septicum                | 0,01—0,03                                     | —                                             | 0,05                                          |
| —"— sporogenes              | 0,01—1                                        | 0,62                                          | 0,07—6,4                                      |
| —"— botulinum               | 0,1—1                                         | —                                             | 0,05—1                                        |
| Escherichia coli            | 0,8—6                                         | 0,5—3                                         | 0,1—6                                         |
| Salmonella Typhi            | 0,4—4                                         | 1,5—2,3                                       | 0,2—1,5                                       |
| —"— Paratyphi               | 0,78—7                                        | 1,56                                          | 1,56—7                                        |
| —"— Typhimurium             | 1,56—12,5                                     | 1,25                                          | 3,0—6,25                                      |
| —"— Enteritidis             | 2,5                                           | 2,5                                           | 3                                             |
| —"— Schottmuelleri          | 0,8—3,1                                       | 2,34                                          | 3,1                                           |
| Shigella flexneri           | 0,1—6                                         | 1,2—7                                         | 0,18—3,1                                      |
| —"— sonnei                  | 0,1—10                                        | 0,75—1,56                                     | 1,0—12,5                                      |
| Vibrio cholerae             | 0,1—8                                         | 0,15—1                                        | 0,2—16                                        |
| Proteus vulgaris            | 3,0—450                                       | 3,0—100                                       | 3,0—500                                       |
| Pseudomonas aeruginosa      | 3,0—250                                       | 2,0—32                                        | 2,0—125                                       |
| Aerobacter aerogenes        | 0,19—1,56                                     | 0,19—3,12                                     | 0,19—3,12                                     |
| Haemophilus influenzae      | 0,3—6,3                                       | 0,3—3,1                                       | 0,3—3,1                                       |
| —"— pertussis               | 0,1—5                                         | 0,1—0,8                                       | 0,4—5                                         |
| Klebsiella pneumoniae       | 0,29—5                                        | 0,58—0,78                                     | 0,5—6,3                                       |
| Pasteurella pestis          | 5                                             | 5                                             | 10                                            |
| Brucella bronchiseptica     | 0,29—3,12                                     | 0,39—0,78                                     | 0,39—1,5                                      |
| —"— abortus suis            | 0,04—6,25                                     | 0,19—0,39                                     | 0,4—0,8                                       |
| —"— melitensis              | 0,04—6,25                                     | 0,25—0,5                                      | 0,5—1                                         |
| —"— abortus bovis           | 0,04—6,25                                     | 0,25                                          | 0,5                                           |
| Candida albicans            | >100                                          | >100                                          | >100                                          |
| Entamoeba histolytica       | 30—60                                         | —                                             | 25                                            |

- По активности в отношении грамположительных бактерий уступают пенициллину и примерно равны левомицетину.
- Большинство грамположительных бактерий чувствительны к концентрации тетрациклинов 1 мкг/мл и менее, большинство грамотрицательных — к 1—25 мкг/мл.
- Рост Proteus spp. и синегнойной палочки задерживается при концентрациях не меньше 125—250 мкг/мл.
- Минимальная подавляющая концентрация тетрациклинов для патогенных лептоспир колеблется в пределах 1—5 мкг/мл, для возбудителя листериоза — в пределах 0,5—5 мкг/мл.
- Гибель спирохет среднеазиатского возвратного тифа наблюдается при воздействии 10—100 мкг/мл.
- Амёбостатическое действие проявляется при концентрации 32—250 мкг/мл.
- В дозе 25—250 мкг/мл тетрациклины задерживают развитие в куриных эмбрионах бактерий группы пситтакоза — лимфогранулемы и удлиняют латентный период размножения вируса гриппа типа D.

Антибиотические спектры индивидуальных тетрациклинов очень близки между собой, несколько отличаясь in vitro в отношении ряда микроорганизмов. Активность их в отношении грамположительных бактерий в большинстве случаев уменьшается в ряду хлортетрациклин-тетрациклин-окситетрациклин. Многие штаммы грамотрицательных бактерий (Proteus spp., E. coli, Aerobacter и др.) несколько более чувствительны к тетрациклину, чем к хлортетрациклину. Из трёх тетрациклинов окситетрациклин является наиболее активным амёбоцидным агентом. Он превосходит хлортетрациклин по действию на некоторые риккетсии (Rickettsia akari, R. burneti) и подавляет рост Ps. aeruginosa и Mycobacteruim в концентрациях более низких, чем другие тетрациклины. Наибольшие различия в чувствительности к трём тетрациклинам обнаружены среди штаммов грамотрицательных бактерий.
Цифры, характеризующие сравнительную антимикробную активность тетрациклинов in vitro, в значительной степени зависят от методов её определения. Так, при посеве испытуемого штамма штрихом на агар с известной концентрацией антибиотика (метод диффузии в агар) их активность примерно одинакова при pH агара 7,8; при pH 6,0 более активен хлортетрациклин. Меньшая антимикробная активность хлортетрациклина в ряде случаев связана в значительной степени с его более низкой стабильностью в питательных средах.
Несмотря на определённые количественные различия в действии отдельных тетрациклинов на некоторые виды микробов in vitro, они не имеют существенного практического значения. Как правило, в клинике при лечении тех или иных заболеваний выявить преимущественную активность одного из тетрациклинов перед другими не удаётся.
В обычно применяемых концентрациях тетрациклины действуют бактериостатически. Их бактерицидное действие на некоторые микроорганизмы проявляется лишь при концентрациях, в 30—60 раз превышающих бактериостатические.
| Микроорганизм          | Концентрация тетрациклина в мкг/мл | Концентрация тетрациклина в мкг/мл |
| ---------------------- | ---------------------------------- | ---------------------------------- |
| Микроорганизм          | бактериостатическая                | бактерицидная                      |
| Aerobacter aerogenes   | 0,8                                | 50                                 |
| Bacillus subtilis      | 0,2                                | 0,4                                |
| Escherichia coli       | 1,6                                | 50                                 |
| Klebsiella pneumoniae  | 0,4                                | 12,5                               |
| Salmonella typhi       | 1,6                                | 50                                 |
| Shigella sonnei        | 0,8                                | 50                                 |
| Staphylococcus aureus  | 0,2                                | 12,5                               |
| Streptococcus pyogenes | 0,2                                | 6                                  |

Минимальная подавляющая рост микробов концентрация тетрациклинов обычно учитывается после 18—24 ч. инкубации посевов с антибиотиками. При удлинении срока инкубации минимальная подавляющая концентрация резко возрастает и приближается к бактерицидной. Это связано с низкой стабильностью тетрациклинов в условиях термостата в слабощелочной среде.
Цифры, характеризующие, антибактериальную активность тетрациклинов, зависят от состава, pH питательной среды, наличия в ней неорганических солей, некоторых витаминов и других факторов. Оптимум действия тетрациклина, окситетрациклина и хлортетрациклина — при pH 6,1—6,6. В присутствии одновалентных катионов активность тетрациклинов несколько повышается. Двух- и трёхвалентные металлы (железо, алюминий, медь, никель, кальций и др.), образуя с этими антибиотиками плохо растворимые в воде внутрикомплексные соединения, снижают их активность. Бактериальные фильтраты Proteus spp., Pseudomonas и некоторых других микроорганизмов инактивируют антибиотики. Активность тетрациклинов уменьшается также в присутствии гомогенатов печени, почек, лёгких и других органов. Специфические ферменты бактерий, инактивирующие тетрациклины, не обнаружены.
Различные тетрациклины по-разному связываются белками сыворотки крови.
| Антибиотик      | Связанная часть в % при концентрации | Связанная часть в % при концентрации |
| --------------- | ------------------------------------ | ------------------------------------ |
| Антибиотик      | 10 мкг/мл                            | 5 мкг/мл                             |
| тетрациклин     | 23                                   | 25                                   |
| окситетрациклин | 22                                   | 24                                   |
| хлортетрациклин | 64                                   | 69                                   |

Вопрос об антимикробной активности связанной белками части тетрациклинов окончательно не выяснен. Имеются данные о том, что in vitro антибактериальное действие тетрациклинов в присутствии сыворотки снижается, а связанная белками часть биологически не активна. Вместе с тем in vivo связь тетрациклинов с белками является непрочной и, по-видимому, обратимой.
Тетрациклины действуют на вне- и внутриклеточно расположенные микроорганизмы. Влияние антибиотиков этой группы на внутриклеточно расположенного возбудителя подтверждено экспериментально и в клинике при лечении инфекций, вызываемых бруцеллами.
Степень чувствительности бактерий к тетрациклинам зависит от их функционального состояния. Молодые, быстро размножающиеся культуры более чувствительны к действию антибиотиков, чем находящиеся в фазе покоя. При переходе из фазы покоя в фазу интенсивного деления чувствительность микробов к тетрациклинам резко повышается. Действие на размножающихся бактерий сопровождается заметными изменениями морфологии клеток. У бактерий, находящихся в стадии покоя, морфологических изменений при контакте с тетрациклинами не отмечено.

## Механизм действия
В основе антибактериального действия тетрациклинов лежит подавление белкового синтеза.
Тетрациклины являются специфическими ингибиторами как EF-Tu-промотируемого, так и неэнзиматического связывания аминоацил-тРНК с A-участком бактериальной 70S рибосомы. Тетрациклины подавляют также кодон-зависимое связывание аминоацил-тРНК с изолированной 30S субединицей бактериальной рибосомы. В соответствии с этим, место специфического связывания тетрациклинов с рибосомой обнаружено на 30S субъединице рибосомы, хотя при более высоких концентрациях они могут связываться также и с 50S субединицей, обнаруживая побочные действия. Интересно, что когда тройственный комплекс Aa-tRNA•EF-Tu•GTP взаимодействует с 70S рибосомой в присутствии тетрациклиновых антибиотиков, то ГТФ гидролизуется и EF-G•GDP освобождается, но аминоацил-тРНК не остаётся связанной. По-видимому, антибиотик, будучи связан где-то в районе тРНК-связывающего A-участка на 30S субчастице рибосомы, ослабляет сродство участка к тРНК, приводя к её плохому удержанию после ухода EF-Tu. Хотя тетрациклины не действуют на эукариотические клетки из-за непроницаемости их мембран для антибиотика, в эукариотических бесклеточных системах они тоже оказываются сильными ингибиторами, подавляя связывание аминоацил-тРНК с 80S рибосомами.

## Применение при беременности и в период грудного вскармливания
Тетрациклины обладают тератогенным эффектом. Проникают через плацентарный барьер.
Противопоказаны к применению при беременности и в период лактации. Могут вызывать необратимое изменение цвета зубов, гипоплазию эмали, подавление роста костей. Не допускается применения тетрациклинов у детей ранее 8-го года жизни.

## Устойчивость микроорганизмов к тетрациклинам
Устойчивость микроорганизмов к тетрациклинам in vitro развивается медленно, по пенициллиновому типу. Общим правилом для большинства видов микроорганизмов является медленное нарастание устойчивости при первых 10-18 пассажах и более быстрое и неравномерное — в дальнейшем. При пассажах на агаре удаётся получить бо́льшую устойчивость, чем в бульоне — жидкой питательной среде. Скорость возрастания устойчивости зависит от индивидуальных особенностей штамма. С трудом, очень медленно и незначительно адаптируются к тетрациклинам бруцеллы, клебсиеллы и некоторые другие микроорганизмы. Резистентные формы, как правило, утрачивают устойчивость после ряда пересевов на среды, не содержащие антибиотика.
В условиях in vitro резистентность микробов к одному из тетрациклинов сопровождается перекрёстной устойчивостью к другим антибиотикам этой группы, что объясняется близостью их химического строения и механизма действия. Практически не обнаруживаются штаммы микроорганизмов, сохранившие чувствительность к одному из тетрациклинов при развитии устойчивости к другому. У штаммов, резистентных к тетрациклинам, нередко отмечается устойчивость к левомицетину. Чаще всего устойчивые к тетрациклинам штаммы обнаруживаются среди стафилококков и возбудителей желудочно-кишечных инфекций; так например, у больных хронической дизентерией устойчивые штаммы выделяются в 2 раза чаще, чем у больных острой дизентерией. Также наблюдается увеличение числа штаммов гемолитических стрептококков и пневмококков устойчивых к тетрациклинам, которые, однако, сохраняют высокую чувствительность к пенициллину и эритромицину.
Возникновение устойчивости к тетрациклинам не всегда находится в прямой зависимости от продолжительности лечения и применяемой дозы препарата. У одних больных устойчивые стафилококки начинают выделяться вскоре после начала лечения, у других даже при длительном применении антибиотиков чувствительность возбудителя не изменяется. Несмотря на более частое обнаружение устойчивых штаммов у длительно лечившихся больных, установить непосредственную зависимость между интенсивностью применения тетрациклинов и частотой выделения резистентных бактерий не всегда удаётся.
Тетрациклиноустойчивые штаммы микроорганизмов различных групп с большей частотой выделяются у госпитализированных больных по сравнению с амбулаторными, чему способствуют контакт и последующее заражение множественноустойчивыми штаммами от больных и обслуживающего персонала — носителей таких штаммов.
Основной путь предотвращения распространения тетрациклиноустойчивых штаммов микроорганизмов является использование для лечения сочетаний антибиотиков с различным механизмом антимикробного действия. Синергидными чаще всего являются комбинации тетрациклинов с олеандомицином, эритромицином. В отношении ряда возбудителей установлено усиление антибактериального эффекта при сочетании тетрациклина со стрептомицином. Следует учитывать, что результаты, полученные при изучении комбинаций тетрациклинов с другими антибиотиками in vitro, не всегда подтверждаются в клинике. Сочетания тетрациклина с пенициллином с отчётливым антагонизмом in vitro оказываются иногда синергидными в условиях организма больного.